# Baía de Ambas
Baía de Ambas (em inglês:  Ambas Bay) é uma baía situada na Região Sudoeste dos Camarões, no Golfo da Guiné, ao sul do Monte Camarões. O porto de Limbe está localizado ao longo desta baía.

## História

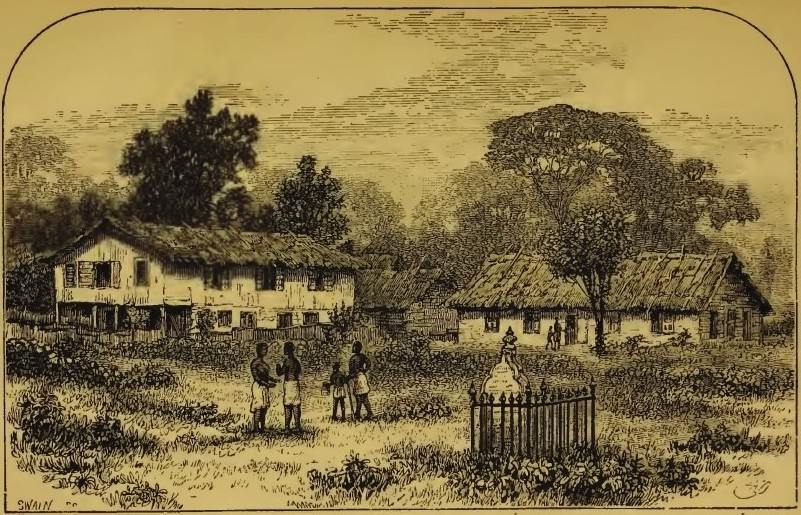
Missão cristã e escola na costa da Baía de Ambas.

Alfred Saker fundou um assentamento de escravos libertos na baía em 1858, que mais tarde foi renomeado para Victoria. Em 1884, a Grã-Bretanha estabeleceu o Protetorado da Baía de Ambas, do qual Victoria era a capital. Foi então cedido à Alemanha em 1887.
Em 1 de outubro de 2017, separatistas anglófonos lançaram uma campanha armada e declararam a criação da "República da Ambazônia", nomeada em homenagem à Baía de Ambas. 